# Pseudocercospora pulvinula
Pseudocercospora pulvinula är en svampart som först beskrevs av Cooke & Ellis, och fick sitt nu gällande namn av U. Braun 2003. Pseudocercospora pulvinula ingår i släktet Pseudocercospora och familjen Mycosphaerellaceae.   Inga underarter finns listade i Catalogue of Life.